# Pacific Tri Nations 2001
El Pacific Tri Nations de 2001 fue la 19.ª edición del torneo de selecciones de rugby del Pacífico.

## Equipos participantes
- Selección de rugby de Fiyi (Flying Fijians)
- Selección de rugby de Samoa (Manu Samoa)
- Selección de rugby de Tonga (ʻIkale Tahi)

## Posiciones
| Pos. | Equipo | Encuentros | Encuentros | Encuentros | Encuentros | Tantos  | Tantos    | Tantos     | Puntos Bonus | Puntos Totales |
| Pos. | Equipo | jugados    | ganados    | empatados  | perdidos   | a favor | en contra | diferencia | Puntos Bonus | Puntos Totales |
| ---- | ------ | ---------- | ---------- | ---------- | ---------- | ------- | --------- | ---------- | ------------ | -------------- |
| 1    | Samoa  | 4          | 3          | 0          | 1          | 98      | 81        | + 17       | 2            | 14             |
| 2    | Fiyi   | 4          | 2          | 0          | 2          | 100     | 106       | - 6        | 1            | 9              |
| 3    | Tonga  | 4          | 1          | 0          | 3          | 83      | 94        | - 11       | 3            | 7              |

Nota: Se otorgan 4 puntos al equipo que gane un partido y 2 al que empate
Puntos Bonus: 1 punto por convertir 4 tries o más en un partido y 1 al equipo que pierda por no más de 7 tantos de diferencia
|  | Campeón |

## Resultados
| 26 de mayo | Tonga | 31 - 26 | Fiyi |  |  |

| 2 de junio | Samoa | 20 - 18 | Tonga |  |  |

| 9 de junio | Fiyi | 27 - 36 | Samoa |  |  |

| 16 de junio | Fiyi | 25 - 20 | Tonga |  |  |

| 23 de junio | Samoa | 19 - 22 | Fiyi |  |  |

| 29 de junio | Tonga | 14 - 23 | Samoa |  |  |